# イヴォラの聖体の奇跡

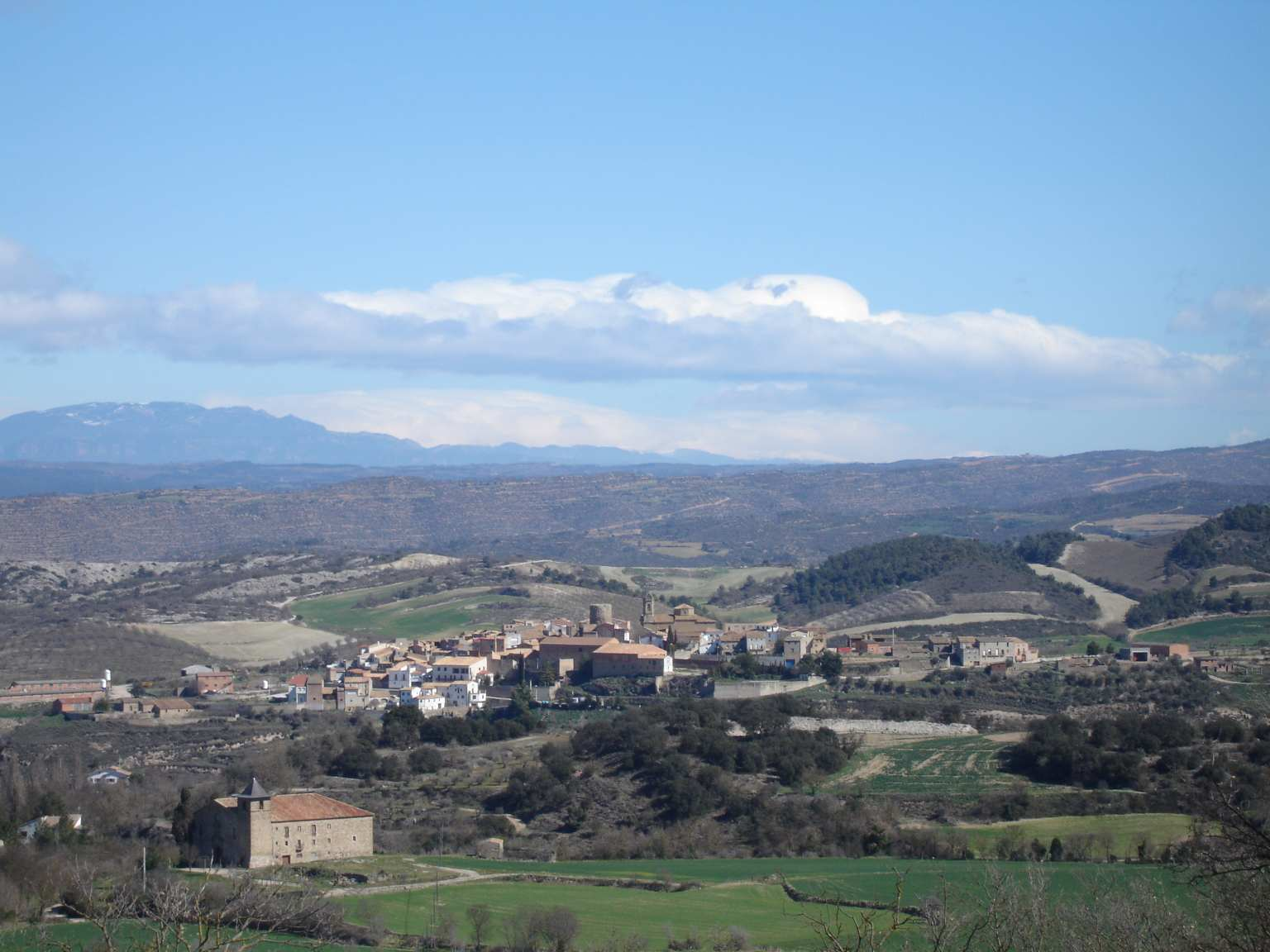
イヴォラ（町の左側に聖域)

イヴォラの聖体の奇跡は、1010年にスペインのイヴォラで起こったとされる聖体の奇跡の事である。

## 概要
1010年、ピレネー山脈と地中海の間の地域であるカタルーニャのイヴォラで、聖別された聖体におけるイエス・キリストの存在に疑問を抱いていた司祭ベルナト・オリバーがミサを捧げていた。聖変化された葡萄酒は血に変化し、祭壇の聖体布からこぼれ落ち床まで達した。ウルヘルの司教エルメンゴルは、事実を確認するためにイヴォラに行き、その後、教皇セルギウス4世に報告した。セルギウス4世は奇跡を承認した。1663年に、現在の聖域が建設された。現在も毎年、復活節の第2主日（神のいつくしみの主日）に、「サント・ダブテ」（聖なる疑い）が祝われている。

## 遺物
聖遺物は教皇勅書「サン・クガ」とともに、1055年にギレム・デ・ウルゲル司教によって発足したイヴォラの教区教会の主祭壇の下に安置された。血に染まった聖体布とセルギウス4世からエルメンゴルに与えられたその他の遺物は、1426年からは聖遺物箱に安置されている。